# 함영준 (축구 선수)
함영준(1997년 5월 4일 ~ )은 대한민국의 축구 선수이다. 포지션은 미드필더이다.